# Морок-ліс
Морок-ліс (англ. Mirkwood) (у деяких перекладах також Лихолісся, Чорний ліс, Темний ліс, Сутінковий ліс) — у легендаріумі Дж. Р. Р. Толкіна великий лісовий масив у Рованіоні (Середзем'я) між землями Беорнінгів на заході, Сірими горами на півночі, бурими землями на півдні та річкою Келдуїн (Бистриця) з Довгим озером на сході. На північному сході від лісу (приблизно у 40 милях) була розташована гора Еребор.
Залишок прадавнього лісу, що займав значну частину Середзем'я.
Як мовиться у «Сильмариліоні»: «Колись цей ліс називався Великим Зеленоліссям, просторі його покої та проходи були пристановищем для багатьох звірів і дзвінкоголосих пташок…»
У Великому Зеленоліссі було одне з ельфійських королівств, мешканцями якого були синдари, нандори та аварі. Правив ними король Орофер з Доріату, що у Другу епоху не відплив за море, а забажав лишитися в Середзем'ї. Столицею королівства був Амон Ланк (з синд. «Голий пагорб») у південній частині лісу.
Під час Війни Останнього Союзу, Орофер на чолі війська вирушив на допомогу Гіл-Галаду, Елрондові Напівельфу та Еленділові. У битві на рівнинах Дагорладу, Орофер і більша частина його війська загинули. Королівством став правити його син Трандуїл. У Третю епоху, імовірно через можливість конфлікту з гномами Морії, лісові ельфи полишили Амон Ланк та поселення на півдні лісу, відступивши на північ.
Близько 1100 року Третьої епохи на Велике Зеленолісся наповзла Тінь і на тінистих галявинах оселився страх, туди прибилися гігантські павуки та інші лихі потвори, що стали закладати в лісі свої пастки. На пагорбі Амон Ланк, що відтоді отримав назву Дол-Гулдур (Пагорб Чаклунства) таємничий Некромант звів замок, творячи свої темні чари і всі живі створіння боялися його. Тоді ще ніхто не знав, що це до світу повернувся Саурон, який обрав це місце, де на початку епохи зник його Єдиний Перстень, котрий він розшукував.
Затемнене Зеленолісся стало називатися Морок-Лісом, бо там запали глибокі сутінки, а люди дали йому назву Таур-е-Ндаеделос (Taur-e-Ndaedelos, себто «Ліс Великого Страху»). Лише північна частина лісу, де жили ельфи залишалася більш-менш вільною від засилля зла.
Через ліс проходив Старий Гномівський Шлях — Мен-і-Наугрім, що через близькість Дол-Гулдура був полишений і заріс. Також, там була й стежка лісових ельфів, котра виходила у болота, дещо південніше Довгого озера.

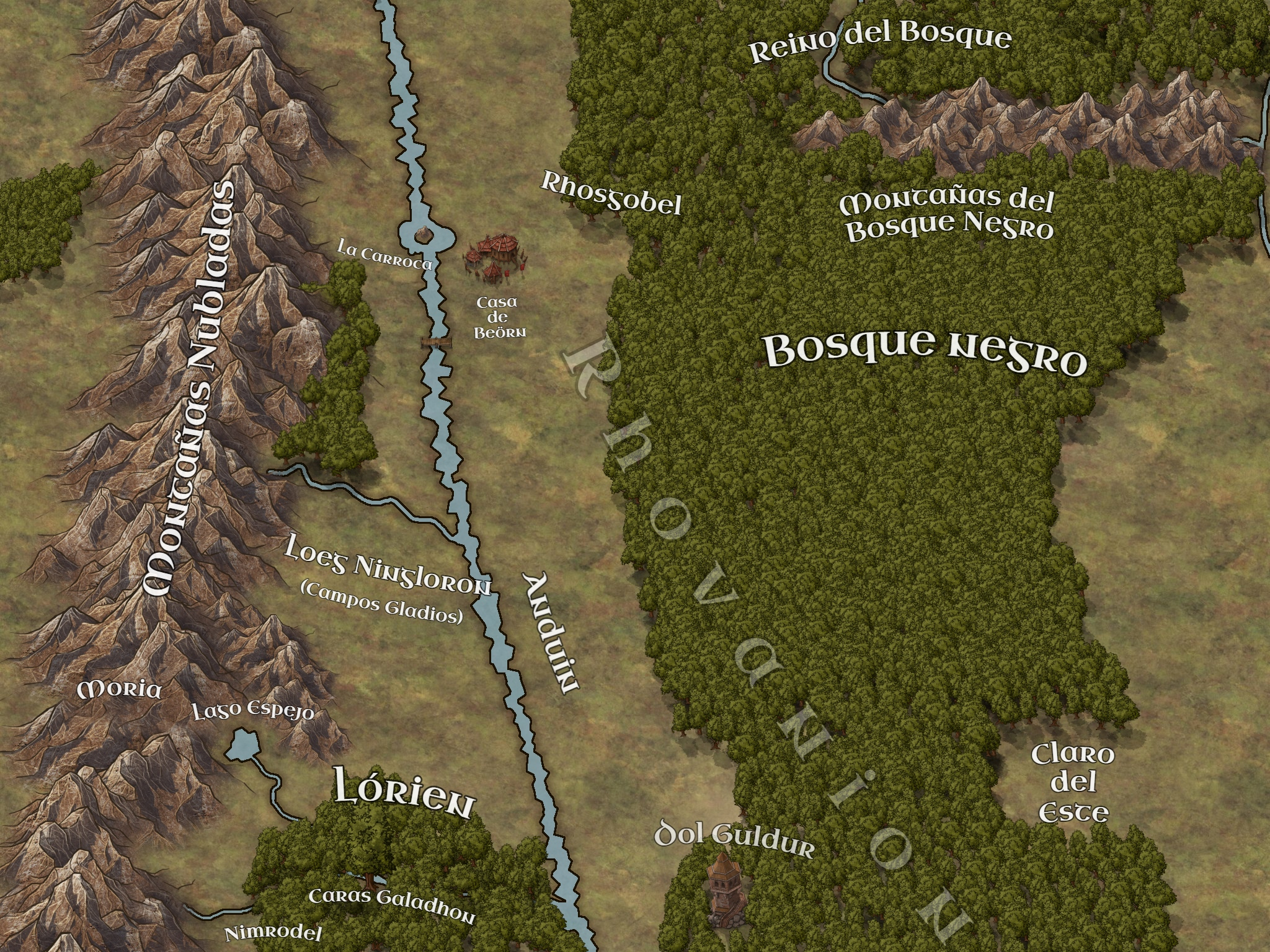

У північній частині лісу протікала Лісова річка (Forest River), що починалася в Сірих горах (Еред Метрін) і впадала у Довге озеро, біля людського міста Есґарот або Озерне Місто, утворюючи при її впадінні Довгі болота. Притокою Лісової річки була чорна Зачарована річка, що починалася біля гір Лихолісся і впадала до Лісової річки біля печерного палацу короля Трандуїла. У «Гобіті» ця річка стала перешкодою для походу загону Торіна Дубощита.
Королівство ельфів Морок-Лісу вело торгівлю з Есґаротом, де ельфи купували добре вино з краю Дорвініон на березі Рунного моря, в обмін на будівельний ліс, сплавляючи його Лісовою річкою.
У 2060 році Третьої епохи Рада Мудрих починає підозрювати, що у Дол-Гулдурі оселився Саурон, однак Саруман стверджує, що це один з назгулів.
У 2063 р. до Дол-Гулдуру приходить Ґендальф і Саурон змушений тікати на схід, але після його відходу одразу ж повертається до замку. У 2850 р. Ґендальф удруге приходить до Дол-Гулдура і впізнає у його господарі Саурона. Ґендальф зрозумів, що Саурон збирає Перстені Влади й шукає Єдиний Перстень. Маг знаходить короля гномів Трайна II, сина Трора, що був схоплений слугами Саурона і отримує від нього мапу і ключ Еребора. Трайн II помер у Дол-Гулдурі. У 2851 р. на Білій Раді Ґендальф наполіг на негайному поході на Дол-Гулдур, але Саруман умовляє відтермінувати війну, мотивуючи це тим, що Єдиний Перстень був давно винесений водами Андуїну до моря. Тим часом, Саруман сам починає шукати Єдиний Перстень.
У 2941 р. король гномів, син Трайна, Торін II Дубощит і його супутники-гноми та гобіт Більбо Торбин переходять через Морок-Ліс стежкою лісових ельфів. Там вони натикаються на гігантських павуків. Більбо рятує гномів, але невдовзі вони втрапляють у полон до лісових ельфів, однак пізніше тікають на волю і досягають Еребора. Приблизно у той же час, Біла Рада напала на Дол-Гулдур і Саурон утік до Мордору. Його вплив на Морок-ліс на деякий час послаб.
Через багато років опісля, Ґолум, після того як його випустили з Мордору, був схоплений Араґорном і приведений до Трандуїла, але згодом утік, скориставшись набігом орків.
Навесні 3019 р. Т. Е. орки напали на королівство Трандуїла, але ельфи втримали натиск і погнали їх до Дол-Гулдура. Одночасно орки напали на Лорієн, однак ельфи Келеборна здобули перемогу і перейшли східний берег Андуїну, переслідуючи орків. 5 квітня 3019 р. Трандуїл, Ґаладріель і Келеборн зустрілися біля Дол-Гулдура й об'єднані сили ельфів Морок-лісу й Лорієну знищили орків і зруйнували замок.
Опісля Морок-Ліс був перейменований у Ерін-Ласгален (Erin Lasgalen — «Ліс Зеленолистя»). Водночас на півдні, що отримав назву Новий Лорієн, оселились ельфи-галадрими, у центральній землі — люди з народу Беорнінгів, на півночі — продовжували жити ельфи з народу Трандуїла. Галадріми тривалий час іще жили в Ерін-Ласгалені, навіть після того як Лорієн спорожнів.

## Прототип місцевості
Термін походить від Myrkviðr скандинавської міфології, одним з відповідників якого, на думку деяких дослідників, може бути лісовий масив на території України описаний у час готсько-гунських воєн у IV сторіччі. 
Також прототипом лісу, разом із Пралісом, Фанґорном та Лотлоріеном може бути лісовий масив Пазлвуд у графстві Глостершир (Англія). 